# Manuel Canseco
Manuel Canseco Godoy (Villanueva de la Serena, Badajoz, 3 de febrero de 1941) es un director teatral español.

## Trayectoria
Cursó estudios teatrales en el T.E.M (Teatro Estudio de Madrid) que completó con un curso de  de realización televisiva en la Escuela de Comunicación de Remscheid (Alemania).
Comenzó su carrera como ayudante de José Luis Alonso y fue director adjunto durante más de siete años en el Teatro María Guerrero. Desde 1970 pudo dirigir su propia compañía de teatro .

### Teatro
A lo largo de los años ha dirigido decenas de obras de teatro, tanto de autores clásicos como contemporáneos, además de Ópera y Zarzuela.
Igualmente fue director de varios teatros como el Real Coliseo Carlos III, de El Escorial, el Teatro Jacinto Benavente, el Teatro Lara, el Teatro Beatriz,  y el Teatro Galileo (2001-2009), todos ellos en Madrid, la Sala Trajano, de Mérida y del Centro Dramático y de Música de Extremadura. Además  fundó la Compañía El Corral de la Pacheca en 1976, que luego pasó a denominarse Compañia Española de Teatro Clásico y dirigió el  Festival Internacional de Teatro Clásico de Mérida (1990-2002).
Por otro lado, y en su faceta de dramaturgo, es autor de numerosas adaptaciones teatrales de autores clásicos, entre las que pueden destacarse Querellas ante el dios Amor sobre obras de los siglos XIV y XV, El mágico prodigioso, de Calderón o Eteocles y Polinices, sobre textos de Eurípides y Esquilo.

### Cine
Su paso por la gran pantalla se desarrolló a través de colaboraciones en tareas de dirección y de producción, en títulos como Llanto por un bandido, de Carlos Saura, Los cien caballeros, de Vittorio Cottafavi, La caída del Imperio Romano, 55 días en Pekín, El Circo, The Thin Red Line o El tulipán negro.

### Televisión
Durante los años setenta y ochenta colaboró en Televisión española, en espacios como Mujeres insólitas, que dirigió Cayetano Luca de Tena o adaptaciones para la pequeña pantalla de clásicos teatrales en el espacio Estudio 1, como Don Gil de las calzas verdes o Marta la piadosa. Además fue realizador de los programas Zarabanda, dirigida por Camino Ciordia, y Letra pequeña (1984-1986), que dirigió Clara Isabel Francia y presentó Isabel Tenaille. Realizó para TVE, en sus espacios dramáticos, Proceso a Besteiro.

### Formación e Investigación
Colaborador habitual en publicaciones sobre teatro como Primer Acto, El Público, Cuadernos de la Sociedad de Estudios Clásicos, etc.
Además, ha impartido cursos de interpretación, en el Aula de Teatro de la Universidad Autónoma de Madrid, el taller de formación sobre textos clásicos Ágora y en el Instituto de Teatro y Artes Escénicas, de Gijón.
Autor de la recreación virtual del Corral del Príncipe en el siglo XVII, cuyos resultados fueron expuestos en distintas universidades como Sevilla y Bolonia

## Premios
- Finalista del Premio Doncel de novela corta (1970)
- Premio de Teatro Tirso de Molina, por su obra Proceso a Besteiro.[2]
- Premio Ágora de la crítica en el Festival de Teatro Clásico de Almagro

## Obras dirigidas
- Obras del Siglo de Oro: 
  - El escondido y la tapada (2001), de Calderón de la Barca
  - Julio César (1999), de William Shakespeare
  - El cerco de Numancia (1998), de Miguel de Cervantes
  - Los enredos de una casa (1989), de Sor Juana Inés de la Cruz
  - El mágico prodigioso (1988), de Calderón de la Barca
  - No hay burlas con el amor (1986, 2008), de Calderón de la Barca
  - La villana de Vallecas (1982), de Tirso de Molina
  - Casa con dos puertas, mala es de guardar (1979, 2008), de Calderón de la Barca
  - La cisma de Inglaterra (1979,1981), de Calderón de la Barca
  - El perro del hortelano (1975), de Lope de Vega
  - Fuenteovejuna (2013), de Lope de Vega

- Clásicos grecolatinos: 
  - Ciclo Tebano (2004), compuesto por las obras: Edipo Rey, Edipo en Colono, Eteocles y Polinices y Antígona
  - La Orestiada (1984), de Esquilo
  - Las troyanas (1984), de Eurípides[3]
  - Medea (1983), de Eurípides
  - La asamblea de las mujeres (1982), de Aristófanes
  - La paz (1977), de Aristófanes, en versión de Francisco Nieva

- Autores modernos: 
  - La pechuga de la sardina (2013), de Lauro Olmo en el Centro Dramático Nacional
  - La decente (2005), de Miguel Mihura
  - Tú y yo somos tres (2004), de Enrique Jardiel Poncela[4]
  - Usted tiene ojos de mujer fatal (2003), de Jardiel Poncela[5]
  - Serafín el pinturero (2002), de Carlos Arniches
  - Aurora (2002), de Domingo Miras
  - Misericordia (2001), de Benito Pérez Galdós
  - Ventolera (1999), de los Hermanos Álvarez Quintero
  - Fedra (1999), de Miguel de Unamuno
  - El tragaluz (1997), de Antonio Buero Vallejo[6]
  - La sopera (1998), de Robert Lamoreaux
  - Dos mujeres a las nueve (1997), de Juan Ignacio Luca de Tena
  - La ley de la selva (1995), de Elvira Lindo
  - Diálogos de fugitivos (1994), de Bertolt Brecht
  - Títeres de la luna (1994), de Jorge Márquez
  - Mariposas negras (1994), de Jaime Salom[7]
  - Miau (1988), de Benito Pérez Galdós
  - Cosas de papá y mamá (1987), de Alfonso Paso[8]
  - Barbieri (1987), de Rodríguez Méndez
  - Mariquilla Terremoto (1986) de los Hermanos Álvarez Quintero
  - Las cinco advertencias de Satanás (1985), de Jardiel Poncela
  - Un hombre en la puerta (1984), de Jaime Salom
  - Yo fui la amante del Rey (1980), de Emilio Romero
  - La Saturna (1980), de Domingo Miras
  - Tauromaquia (1975), de Juan Antonio Castro

- Óperas: 
  - Salambó (1991), de Modest Músorgski, para el Teatro Kirov, de Leningrado;
  - A te Bellini, con libreto propio y música del compositor,
  - Rossini alla carta, espectáculo de ópera sobre la obra de Rossini

- Zarzuelas: 
  - La rosa del azafrán
  - La calesera

- Espectáculos líricos y musicales: 
  - Barbieri
  - Personnages
  - Alboreá
  - Madrid, locos años 20, espectáculo musical